# Jiří Tichý (fotbalista)
Jiří Tichý (6. prosince 1933 Jeneč – 26. srpna 2016 Podivín) byl český fotbalista hrající na postu středního obránce. Roku 1998 mu byla udělena cena Dr. Jíry a 7. února 2011 vstoupil do Síně slávy českého fotbalu v rámci stříbrného týmu z MS v Chile.

## Fotbalová kariéra
Byl devatenáctinásobným reprezentantem Československa a účastníkem finále mistrovství světa v Chile 1962. V československé lize hrál za ČH Bratislava, Slovnaft Bratislava a Spartu Praha. První zápas ve Spartě hrál 18. září 1963 a za toto mužstvo odehrál 137 utkání, z toho 95 ligových. V Poháru mistrů evropských zemí nastoupil v 16 utkáních a dal 1 gól, v Poháru vítězů pohárů nastoupil ve 3 utkáních a v Poháru UEFA nastoupil ve 2 utkáních. Vítěz Československého poháru 1964 a finalista 1967.

## Ligová bilance
| Ročník                                     | Zápasy | Góly | Klub                   |
| ------------------------------------------ | ------ | ---- | ---------------------- |
| Přebor československé republiky 1954       | -      | 0    | ČH Bratislava          |
| Přebor československé republiky 1955       | -      | 0    | ČH Bratislava          |
| 1. československá fotbalová liga 1956      | -      | 0    | ČH Bratislava          |
| 1. československá fotbalová liga 1957/1958 | -      | 1    | ČH Bratislava          |
| 1. československá fotbalová liga 1958/1959 | -      | 0    | ČH Bratislava          |
| 1. československá fotbalová liga 1959/1960 | -      | 3    | ČH Bratislava          |
| 1. československá fotbalová liga 1960/1961 | 25     | 2    | ČH Bratislava          |
| 1. československá fotbalová liga 1961/1962 | 26     | 0    | ČH Bratislava          |
| 1. československá fotbalová liga 1962/1963 | 24     | 0    | Slovnaft Bratislava    |
| 1. československá fotbalová liga 1963/1964 | 11     | 0    | Spartak Praha Sokolovo |
| 1. československá fotbalová liga 1964/1965 | 21     | 0    | Sparta Praha           |
| 1. československá fotbalová liga 1965/1966 | 22     | 0    | Sparta Praha           |
| 1. československá fotbalová liga 1966/1967 | 24     | 0    | Sparta Praha           |
| 1. československá fotbalová liga 1967/1968 | 14     | 0    | Sparta Praha           |
| 1. československá fotbalová liga 1968/1969 | 3      | 0    | Sparta Praha           |
| CELKEM 1. československá liga              | -      | 6    |                        |

## Trenérská kariéra
- TJ Sparta ČKD Praha – žactvo, dorost, asistent Dušana Uhrina st. u A-mužstva
- TJ Rudá hvězda Cheb – asistent u A-mužstva
- SK Tatran Poštorná – asistent u A-mužstva
- TJ Sokol Hrušky – dorost
- TJ Slavoj Podivín – A-mužstvo, dorost